# Woudbladroller
De woudbladroller (Orthotaenia undulana) is een vlinder uit de familie Tortricidae, de bladrollers. De spanwijdte van de vlinder bedraagt tussen de 15 en 20 millimeter. De soort komt verspreid over het Palearctisch gebied voor.

## Waardplanten
De woudbladroller is polyfaag en heeft onder meer kamperfoelie, bosbes, den en berk als waardplanten.

## Voorkomen in Nederland en België
De woudbladroller is in Nederland een vrij algemene en in België een niet zo algemene soort, die verspreid over het hele gebied kan worden gezien. De soort vliegt van mei tot halverwege augustus.